# Stara Basań
Stara Basań (ukr. Стара Басань) – wieś na Ukrainie, w obwodzie czernihowskim, w rejonie nieżyńskim. W 2001 liczyła 1233 mieszkańców.